# 柴达木裸裂尻鱼
柴达木裸裂尻鱼（学名：Schizopygopsis kessleri）为輻鰭魚綱鯉形目鲤科裸裂尻鱼属的鱼类，是中国的特有物种。该物种主要分布于青海省柴达木河水系等。

## 扩展阅读
維基物種上的相關：柴达木裸裂尻鱼